# Коракоид
Коракоид (воронья кость, вороновидная кость, лат. os coracoideum) — парная кость, входящая в состав первичного (не образованного кожными окостенениями) плечевого пояса позвоночных. Находится ниже места присоединения конечности (расположенная выше часть плечевого пояса — лопатка). У большинства тетрапод с каждой стороны тела один коракоид — прокоракоид (procoracoideum) или передний коракоид. У однопроходных и ряда вымерших форм за ним есть второй коракоид (собственно коракоид), а у зверей (сумчатых и плацентарных млекопитающих, включая человека) обе эти кости редуцировались и вошли в состав других.
У тех животных, у которых коракоид хорошо развит, он вентральной стороной соединён с грудиной, а на дорсальной поверхности имеет выемку, формирующую, вместе с аналогичной выемкой на вентральной стороне лопатки, суставную впадину, в которой располагается проксимальный конец плечевой кости. Акрокоракоидный отросток служит местом прикрепления двуглавой мышцы плеча. У теропод и родственных им животных, в том числе некоторых птиц, этот узел срастается, образуя скапулокоракоид. Это наблюдается у некоторых мезозойских птиц (конфуциусорнисы). В дальнейшей эволюции птиц скапулокоракоид разделился на лопатку и коракоид, что имело важное значение для полёта. Впоследствии у некоторых птиц, потерявших способность летать (моа), лопатка с коракоидом срослись опять.
У костных рыб коракоид вместе с лопаткой обеспечивает крепление грудных плавников.
У хвостатых земноводных первичный плечевой пояс состоит только из одного элемента — скапулокоракоида. У бесхвостых есть отдельные коракоид и лопатка. У некоторых из них правый коракоид срастается с левым, упрочняя плечевой пояс.
У некоторых котилозавров позади коракоида появился новый элемент, который сохранился у пеликозавров (ранних звероподобных рептилий), а также у современных однопроходных. Таким образом, у этих животных с каждой стороны тела 2 коракоида: передний (прокоракоид), доставшийся им от предков, и задний (собственно коракоид). У зверей и тот и другой редуцированы и присоединены к другим костям: собственно коракоид образует коракоидный отросток лопатки, а прокоракоид — часть ключицы или грудины.